# Sonic the Hedgehog (gra komputerowa 16-bit)
Sonic the Hedgehog – pierwsza gra komputerowa z serii Sonic the Hedgehog, która ukazała się na konsolę Sega Mega Drive w 1991 roku. W założeniach gra miała być znacznie szybsza, a sterowanie postacią – wygodniejsze. Dzięki temu właśnie tytułowi niebieski jeż Sonic szybko stał się maskotką Segi.

## Opis fabuły
Szalony Dr. Robotnik porwał wszystkie zwierzęta i postanowił zamienić je wszystkie w roboty (badniki). Jedynym ratunkiem dla zwierząt może być niebieski jeż Sonic. Wykorzystując swoją niezwykłą prędkość i zwinność pokonuje kolejne strefy, aby dotrzeć do Dr. Robotnika i pokonać go, ratując zniewolone zwierzaki. Gra kończy się wstawką filmową w której to niebieski jeż biegnie przez zielone tereny wśród uwolnionych zwierząt.
Jako pierwsza gra z serii, tytuł nie posiada zbyt skomplikowanej fabuły w porównaniu np. do Sonic Adventure, gdzie wątki fabularne są bardziej rozbudowane.

## Przebieg gry
Układ plansz jest horyzontalny. Aby dostać się do końca poziomu najczęściej trzeba biec w prawą stronę. Gracz kontrolując niebieskiego jeża niszczy napotkane po drodze roboty zderzając się z nimi. Jest to możliwe ponieważ podczas skoku Sonic kuli się, w tej zaś pozycji może zadawać obrażenia przeciwnikom. Przy większej prędkości Sonic może również skulić się w biegu.
Ponadto zebranie min. 50 pierścieni i wskoczenie do wielkiego pierścienia na samym końcu poziomu, powoduje przeniesienie bohatera do bonusowego poziomu, gdzie można zdobyć jeden z sześciu szmaragdów.